# Łukaniwka
Łukaniwka (ukr. Луканівка) – wieś na Ukrainie, w obwodzie mikołajowskim, w rejonie perwomajskin, w hromadzie Krywe Ozero. W 2001 liczyła 1131 mieszkańców, spośród których 1087 wskazało jako ojczysty język ukraiński, 22 rosyjski, 14 mołdawski, 3 białoruski, a 5 ormiański.